# 일출랜드
일출랜드는 제주특별자치도 서귀포시 성산읍 삼달리에 위치한 관광지다.